# 유불의
항산애왕 유불의(恒山哀王 劉不疑, ? ~ 기원전 186년)는 전한의 황족·제후왕이다. 혜제의 서자로 항산왕이다.

## 생애
고후 원년(기원전 187년), 여후가 여씨들을 황제로 세우기 위해 먼저 혜제의 서자들을 왕후로 봉하면서 첫 항산왕으로 봉해졌다. 고후 2년(기원전 186년)에 죽어 시호를 애(哀)라 했고, 아우 양성후 유산이 유의(劉義)로 개명하고 뒤를 이어 항산왕이 되었다.